# Umsatzrückgabe
Die Umsatzrückgabe im Bankwesen die Rückbuchung eines bereits auf dem Girokonto gebuchten Geschäftsvorfalls wegen unzureichender Kontodeckung.

## Vorgang
Bei der Umsatzrückgabe wird ein zuvor gebuchter oder zur Buchung vorgesehener Geldbetrag zurückgebucht. Dies können beispielsweise Rückgaben von Lastschriften oder Überweisung sein, die wegen unzureichender Kontodeckung nicht ausgeführt werden können. Die Berliner Bank gibt in ihren geänderten Geschäftsbedingungen beispielsweise bekannt, dass "unberechtigte Kreditkarten-Umsätze.....aus technischen Gründen nicht mehr online zurückgegeben werden" (können und die) "Umsatzrückgabe erfolgt dann ausschließlich an einem der...Standorte der Berliner Bank."